# Mikorzyce
Mikorzyce est une localité polonaise de la gmina et du powiat de Wołów en voïvodie de Basse-Silésie.